# Diaphorus chrysotus
Diaphorus chrysotus är en tvåvingeart som beskrevs av Octave Parent 1928. Diaphorus chrysotus ingår i släktet Diaphorus och familjen styltflugor.
Artens utbredningsområde är Peru. Inga underarter finns listade i Catalogue of Life.